# Briefwechsel
Als Briefwechsel wird eine Serie von Briefen (oder, allgemeiner Korrespondenzstücken, wie Postkarte, Telegramm, Billet…)  bezeichnet, die sich zwei Personen über längere Zeit hinweg zusenden. Dies kann förmlichen Charakter haben oder Teil einer Brieffreundschaft sein.
In der Literatur und in der Wissenschaft spielen Briefwechsel besonders im 18. und 19. Jahrhundert eine hervorragende Rolle, die auch weit ins 20. Jahrhundert hineinreicht. Mit dem Aufkommen neuer Medien für Kommunikation über Distanzen, wie Telegramm, Telefon, Telefax und E-Mail, ging die schriftlich auf dem Postweg übermittelte Kommunikation zurück. Zwar existiert der Briefwechsel noch in Nischenformen, beispielsweise in der Kunstwelt oder als Liebesbrief, in der Wirtschaft und unter Wissenschaftlern ist er jedoch großteils der elektronischen Korrespondenz (E-Mails etc.) gewichen. 
Die Briefwechsel zwischen bekannten Schriftstellern, Philosophen oder Künstlern stellen vielfach eine eigene Literaturgattung dar. Beispiele dafür sind unter vielen anderen die Schreiben etwa von Goethe an dutzende bekannter Persönlichkeiten, die Briefwechsel der Brüder Grimm, oder jene von Nietzsche oder Philipp Melanchthon.
Auch Briefwechsel bekannter Politiker oder Forscher sind in die Literatur bzw. in die Geschichte eingegangen, etwa von Gustav Stresemann oder von Arnold Sommerfeld. Für einen bekannten Astronomen der Goethezeit, Freiherr Franz Xaver von Zach, war sein reger Briefwechsel sogar der Anlass zur Gründung des ersten wissenschaftlichen Journals.